# Gustav Schäfer
Gustav Klaus Wolfgang Schäfer (født 8. september 1988 i Magdeburg , Tyskland) er trommeslager i gruppen Tokio Hotel. Sammen med bassisten Georg Listing, forsanger Bill og guitarist Tom Kaulitz dannede de bandet Devilish, der senere skiftede navn til Tokio Hotel.
Hans trommemærke er Tama/Meinl.